# Legend pour alto et piano
Pour les articles homonymes, voir Legend.
Legend est une œuvre de musique de chambre pour alto et piano écrite par le compositeur britannique Arnold Bax en 1929.

## Contexte
Legend est la dernière œuvre achevée pour alto d'Arnold Bax. En effet, dans les années 1930, Arnold Bax a esquissé des fragments de ce qui devait être une deuxième sonate, mais il les a finalement abandonnés et retravaillés pour en faire la sixième symphonie. Legend a été écrite à la suite d'une commande de la mécène musicale américaine Elizabeth Sprague Coolidge, et entendue pour la première fois à l'Aeolian Hall, interprété par Lionel Tertis accompagné d'Arnold Bax.
Il s'agit de l'œuvre pour alto la moins flamboyante du compositeur, qui débute dans un climat de menace lugubre, mais qui se termine dans la sérénité, après avoir revisité les univers de ses œuvres pour alto antérieures.

## Discographie
- Viola Sonata/Concert Piece/Legend/Trio in one Movement, Laurence Jackson (violin), Martin Outram (en) (alto), Julian Rolton (piano), Naxos, 8.557784, novembre 2006.